# 4/I Batalion Wartowniczy

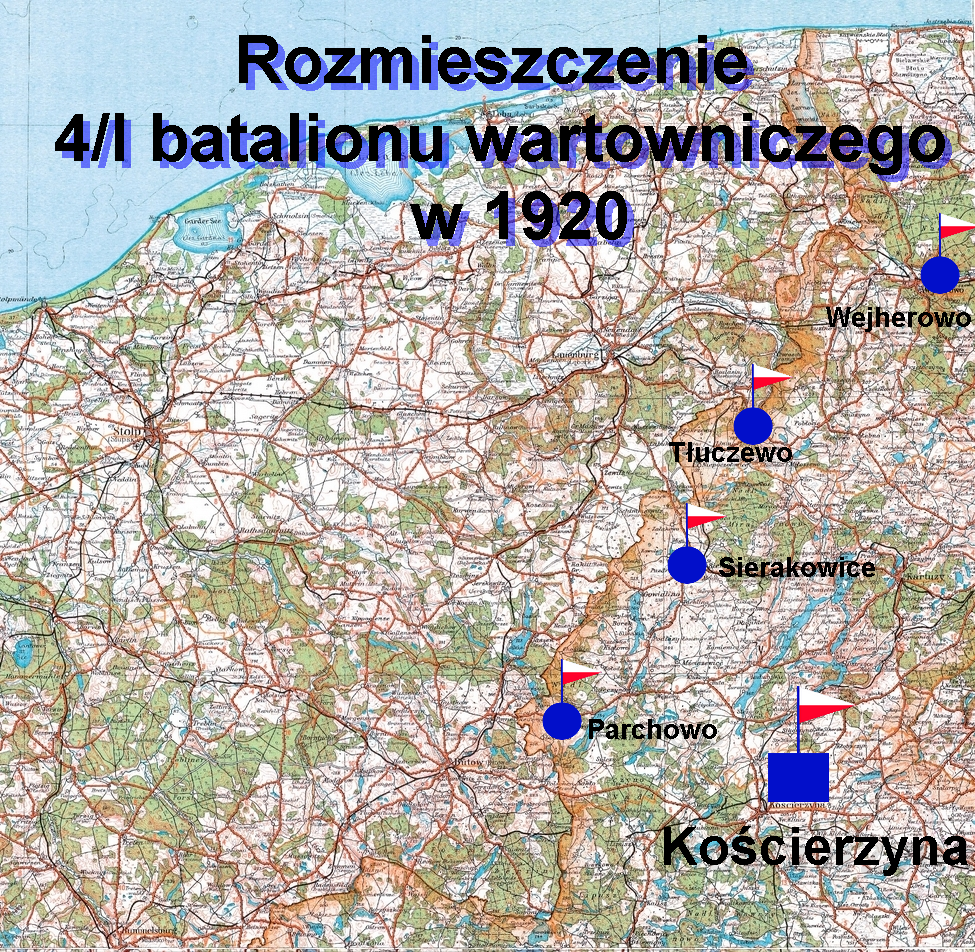
Rozmieszczenie 4/I batalionu wartowniczego w 1920

4/I Batalion Wartowniczy – oddział Wojsk Wartowniczych i Etapowych, pełniący służbę ochronną na granicy II Rzeczypospolitej.

## Formowanie i zmiany organizacyjne
4/I batalion wartowniczy sformowano w 1919 roku. Funkcjonował w strukturze Okręgu Generalnego „Warszawa”. W skład batalionu wchodziło dowództwo oraz 4 kompanie po 3 plutony. W dowództwie, oprócz dowódcy batalionu, służyli oficerowie: sztabowy, adiutant, prowiantowy i kasowy; podoficerowie: mundurowy, prowiantowy, rusznikowy, sanitarny oraz 6 ordynansów. Na początku 1921 roku batalion stacjonował w Warszawie.

## Służba graniczna
Pod koniec września 1920 roku zapadła w Ministerstwie Spraw Wojskowych decyzja o likwidacji Korpusu Strzelców Granicznych. 29 września 1920 dyrektywa Ministerstwa Spraw Wojskowych nakazała batalionom wartowniczym ochronę granic. W sumie na 48 baonów wartowniczych, do służby granicznej przeznaczono 21 baonów. Rozporządzeniem MSWojsk. z 13 listopada 1920 nakazano luzowanie kolejnych pułków Strzelców Granicznych. 4 Pułk Strzelców Granicznych, pełniący służbę na granicy zachodniej od Bałtyku do granicy DOG „Poznań”, oraz batalion morski ochraniający granicę morską, luzowały trzy bataliony wartownicze: 2/I z siedzibą dowództwa w Chojnicach, 4/I w Kościerzynie, oraz 1/VIII z Wejherowa.
Luzowanie oddziałów Strzelców Granicznych w DOG „Pomorze” rozpoczęto 4 grudnia 1920 roku. Całość granic przylegających do tego okręgu podzielono na pięć odcinków. Odcinek czwarty od Bałtyku do Jeziora Kruszyńskiego obsadził batalion nr 4/I z miejscem postoju dowództwa w Kościerzynie. Długość odcinka wynosiła 120 km. Dowództwa kompanii rozlokowano w Wejherowie, Tłuczewie, Sierakowicach i Parchowie. 
Sąsiednie bataliony
- 1/VIII batalion wartowniczy ⇔ 2/I batalion wartowniczy − 1920[7]